# フォース・インディア VJM05
フォース・インディア VJM05 (Force India VJM05) は、フォース・インディアが2012年のF1世界選手権参戦用に開発したフォーミュラ1カー。

## 概要
フォース・インディアの技術部門は、テクニカルディレクターの下で2名のプロジェクトリーダーが交互に新車開発を行うシフト制を導入しており、順番ではVJM01（2008年）やVJM03（2010年）をデザインした羽下晃生がVJM05の担当となる。
VJM05も段差付きノーズを採用しているが、ノーズコーン上面が膨らんでいるため、段差が比較的目立たないようになっている。装着が義務化されているオンボードカメラケースをノーズ先端に置いているのが特徴である。フロントウィングは新たな空力哲学のもとにデザインが新しくなった。
サイドポンツーンはトロ・ロッソの「ダブルフロア」に似て、下側が大きくえぐられており、ボディとフロアパネルとの間を大量の気流が通過して、リアエンドに向かうよう設計されている。
インダクションポッドは左右分割式のブレードタイプを廃止して、ノーマルな形状に戻された。吸気口の下をえぐり、4本の支柱でロールバーの強度を確保している。

## 2012年シーズン
ドライバーは在籍2年目のポール・ディ・レスタに加えて、ニコ・ヒュルケンベルグがサードドライバーからレギュラーに昇格した。プレシーズンテストでは好調な走りを披露し、活躍が期待されるマシンの1台に挙げられた。
ザウバーには及ばないものの、シーズンを通してコンスタントにポイントを獲得。最終戦ブラジルGPではヒュルケンベルグがマクラーレン勢を相手に堂々とトップ争いを展開した。コンストラクターズランキングは前年（6位）よりも1つ落ちたが、獲得ポイントは40点増やしている。

## スペック
- シャシー カーボンファイバー・コンポジット製モノコック ザイロンによる耐貫通サイドパネル
- フロントサスペンション アルミニウム製アップライト カーボンファイバー・コンポジット製ウィッシュボーン トラックロッド プッシュロッド シャシーに取り付けられたトーションスプリング、ダンパー、アンチロールバー・アッセンブリー
- リアサスペンション アルミニウム製アップライト カーボンファイバー・コンポジット製ウィッシュボーン トラックロッド プルロッド ギアボックスに取り付けられたトーションスプリング、ダンパー、アンチロールバー・アッセンブリー
- ダンパー ペンスキー
- ホイール BBS鍛造ホイール サハラ・フォース・インディア特別仕様
- ブレーキシステム APレーシング
- ブレーキマテリアル ブレンボ
- エンジン メルセデス・ベンツ・ハイパフォーマンス・パワートレイン 2.4リッター V8エンジン
- スパークプラグ NGK
- KERS メルセデス・ベンツ・ハイパフォーマンス・パワートレイン
- トランスミッション マクラーレン・レーシング 7速セミオートマチックeシフト
- クラッチ APレーシング カーボン・クラッチ
- 潤滑油 モービル1
- タイヤ ピレリ
- ホイールベース 3,500 mm
- フロント・トレッド幅 1,480 mm
- リア・トレッド幅 1,440 mm
- 全高 	950 mm
- 全長 	5,100 mm
- 重量 	640 kg（ドライバーを含む、レギュレーションによる）

## 記録
| 年   | No. | ドライバー       | 1   | 2   | 3   | 4   | 5   | 6   | 7   | 8   | 9   | 10  | 11  | 12  | 13  | 14  | 15  | 16  | 17  | 18  | 19  | 20  | ポイント | ランキング |
| 年   | No. | ドライバー       | AUS | MAL | CHN | BHR | ESP | MON | CAN | EUR | GBR | GER | HUN | BEL | ITA | SIN | JPN | KOR | IND | ABU | USA | BRA | ポイント | ランキング |
| ---- | --- | ---------------- | --- | --- | --- | --- | --- | --- | --- | --- | --- | --- | --- | --- | --- | --- | --- | --- | --- | --- | --- | --- | -------- | ---------- |
| 2012 | 11  | ディ・レスタ     | 10  | 7   | 12  | 6   | 14  | 7   | 11  | 7   | Ret | 11  | 12  | 10  | 8   | 4   | 12  | 12  | 12  | 9   | 15  | 19  | 109      | 7位        |
| 2012 | 12  | ヒュルケンベルグ | Ret | 9   | 15  | 12  | 10  | 8   | 12  | 5   | 12  | 9   | 11  | 4   | 21  | 14  | 7   | 6   | 8   | Ret | 8   | 5   | 109      | 7位        |

- 太字はポールポジション、斜字はファステストラップ。(key)